# In-Fisherman Bass Hunter 64
In-Fisherman Bass Hunter 64 (ou simplement Bass Hunter 64) est un jeu vidéo de pêche sorti en 1999 sur Nintendo 64. Le jeu a été développé par Gear Head Studios et édité par Take-Two Interactive.